# Soleuvre
Soleuvre  (en luxemburguès: Zolwer; en alemany: Zolwer) és una vila de la comuna de Sanem del districte de Luxemburg al cantó d'Esch-sur-Alzette. Està a uns 17 km de distància de la Ciutat de Luxemburg.